# Paul Siller
Paul Hans Siller (* 5. August 1866 in Dierdorf/Rheinprovinz; † 18. November 1950 in Buenos Aires) war ein deutscher Beamter und Reichskommissar.

## Leben
Paul Siller besuchte das Evangelisch Stiftische Gymnasium Gütersloh, wo er 1884 auch die Reifeprüfung ablegte. Anschließend studierte er Evangelische Theologie mit dem Abschluss Lic. theol. und später Rechtswissenschaften in Bonn. Während seines Studiums wurde er 1886 Mitglied der Burschenschaft Alemannia Bonn. Nach dem Referendariat wurde er in Bonn zum Dr. iur. promoviert.
1896 wurde er Regierungsassessor in Mülheim/Ruhr, 1903 Regierungsrat, 1911 Geheimer Regierungsrat, 1911 Vortragender Rat und 1915 Geheimer Oberregierungsrat im Reichsschatzamt. 1920 war Siller als Abteilungsdirigent der Abteilung Ib im Reichsfinanzministerium tätig und wurde 1922 zum Ministerialdirigenten und Reichskommissar für das Reichswirtschaftsgericht ernannt. 1923 wurde er in den einstweiligen Ruhestand verabschiedet. 1924 nahm er in London an den  Verhandlungen über den Dawes-Plan teil. 1931 erfolgte seine endgültige Pensionierung.